# Bégaar
Bégaar là một xã trong tỉnh Landes ở Aquitaine tây nam nước Pháp

## Biến động dân số
| Năm | 1962 | 1968 | 1975 | 1982 | 1990  | 1999 | 2006  |
| --- | ---- | ---- | ---- | ---- | ----- | ---- | ----- |
| Dân số | 893  | 946  | 843  | 908  | 1 000 | 939  | 1 021 |
| From the year 1962 on: No double counting—residents of multiple communes (e.g. students and military personnel) are counted only once. |      |      |      |      |       |      |       |